# Ciclogênese explosiva

O ciclone-bomba que atingiu o sul do Brasil em julho de 2020 foi um ciclone extratropical de rápida intensificação

Ciclogênese explosiva é o rápido agravamento (intensificação) de uma área de baixa pressão em latitudes médias. O fenômeno também é conhecido como bomba meteorológica ou ciclone bomba (ou ainda ciclone-bomba).
"O ciclone bomba é um ciclone extratropical. Ele acontece quando uma conjunção de fatores naturais possibilita uma queda abrupta da pressão, gerando um intenso deslocamento do ar em poucos minutos. O termo ‘bomba’ vem dessa característica repentina, fruto da rápida queda de pressão, fato que determina qual será a potência da tormenta, gerando fortes rajadas de ventos acompanhadas de tempestades”, explicou o professor de Geografia Augusto Silva no website Guia do Estudante em julho de 2020.

## Características
De forma geral, ciclones-bomba são tempestades altamente destrutivas, já que uma de suas principais características é o rápido aumento da força dos ventos, havendo como exemplos o ciclone-bomba no Sul do Brasil de julho de 2020 e a tempestade Éowyn no Reino Unido de janeiro de 2025 (ver em Eventos Conhecidos, abaixo). 
- Rápida formação devido à queda de pressão muito rápida (no Brasil em julho de 2020, a pressão do ar na tempestade despencou 28 milibares em apenas 24 horas);[7]

- Ventos altamente destrutivos, acima de 100km/h;
- Formação de tornados associados a estes fenômenos durante a passagem do ciclone é comum (ver Tempestade Éowyn];[8]
- Grandes volumes de chuvas;
- Típico de regiões de clima subtropical ou temperado (precisa haver a presença de ar quente e frio para a formação);
- Queda acentuada da temperatura após a tempestade, podendo até ocorrer neve;
- Aumento da movimentação do oceano, resultando em forte ressaca marítima e águas agitadas;
- São eventos comuns em alto-mar, mas raros sobre a terra.[9]

## Eventos conhecidos

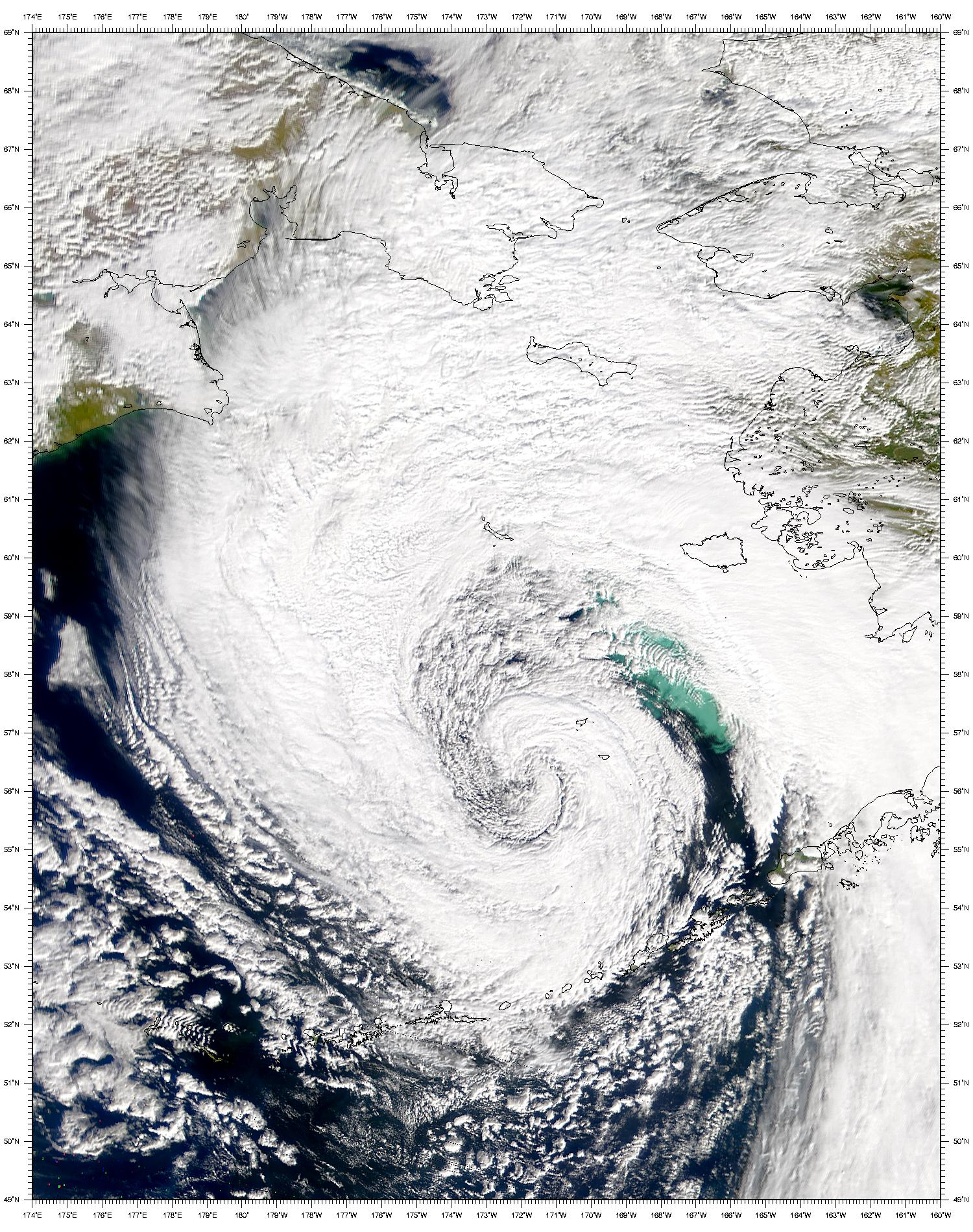
Ciclone Bomba no Mar de Bering de novembro de 2014
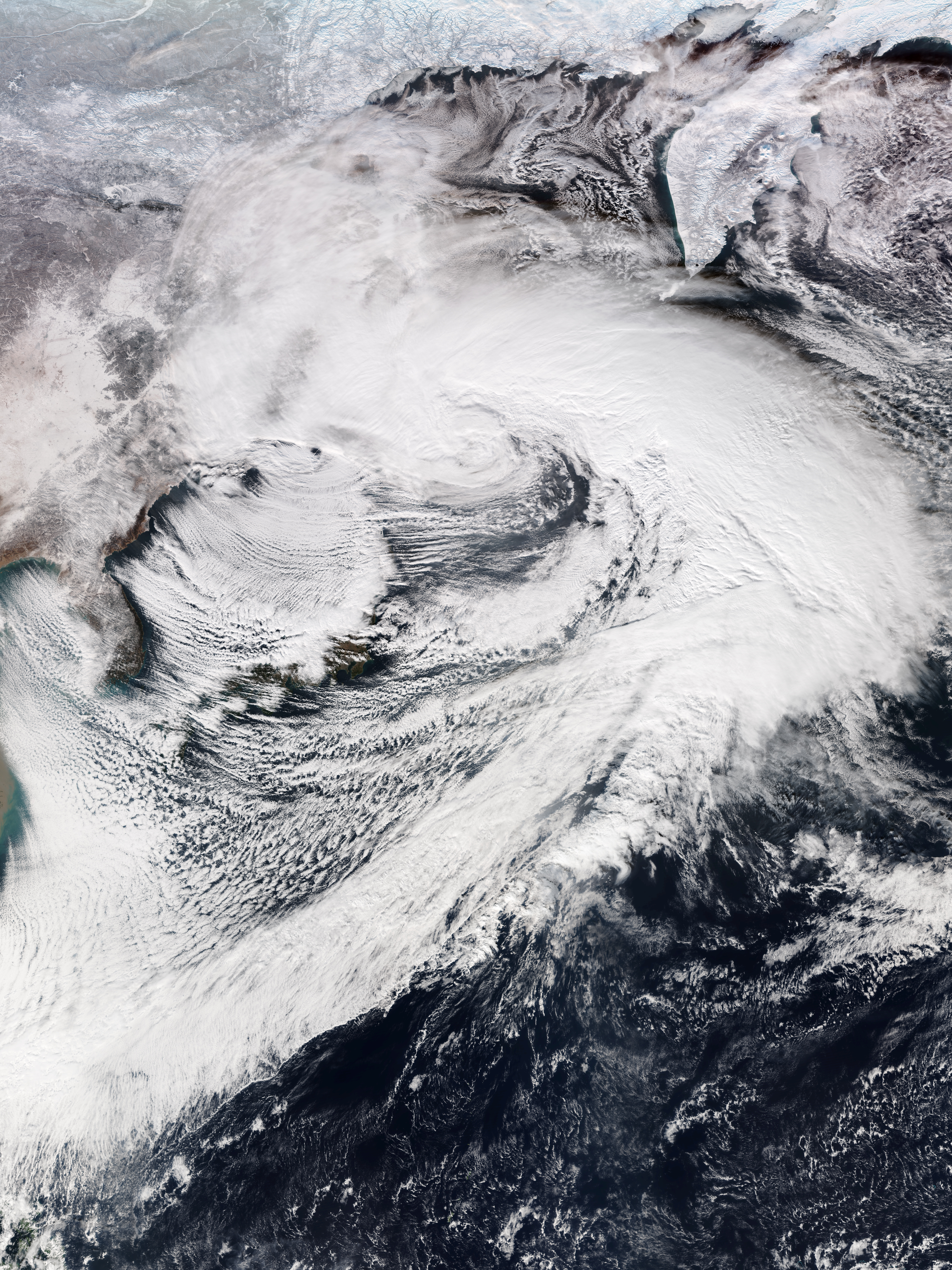
Ciclone-bomba do Japão de 2014
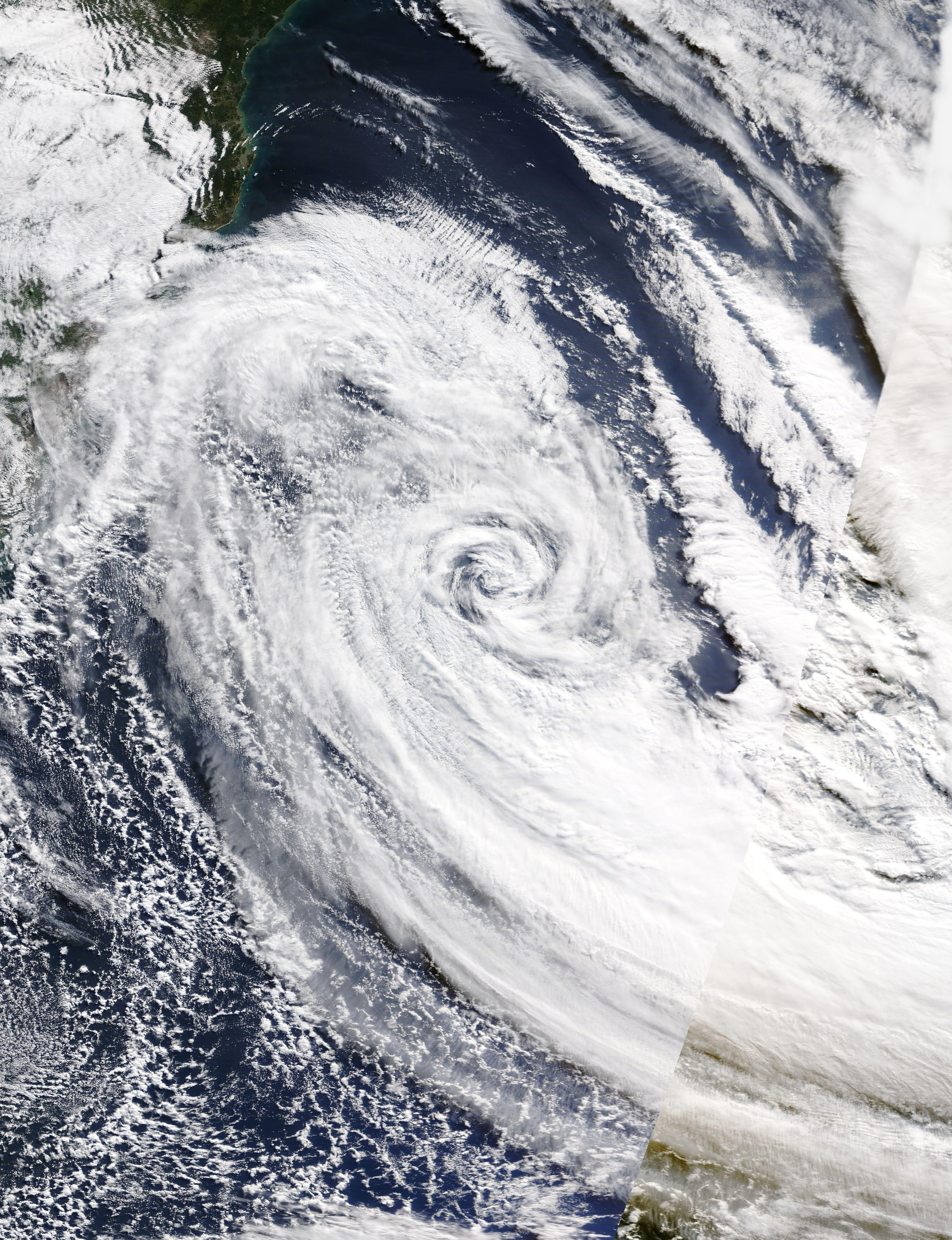
Ciclone-bomba do Sul do Brasil de 2020
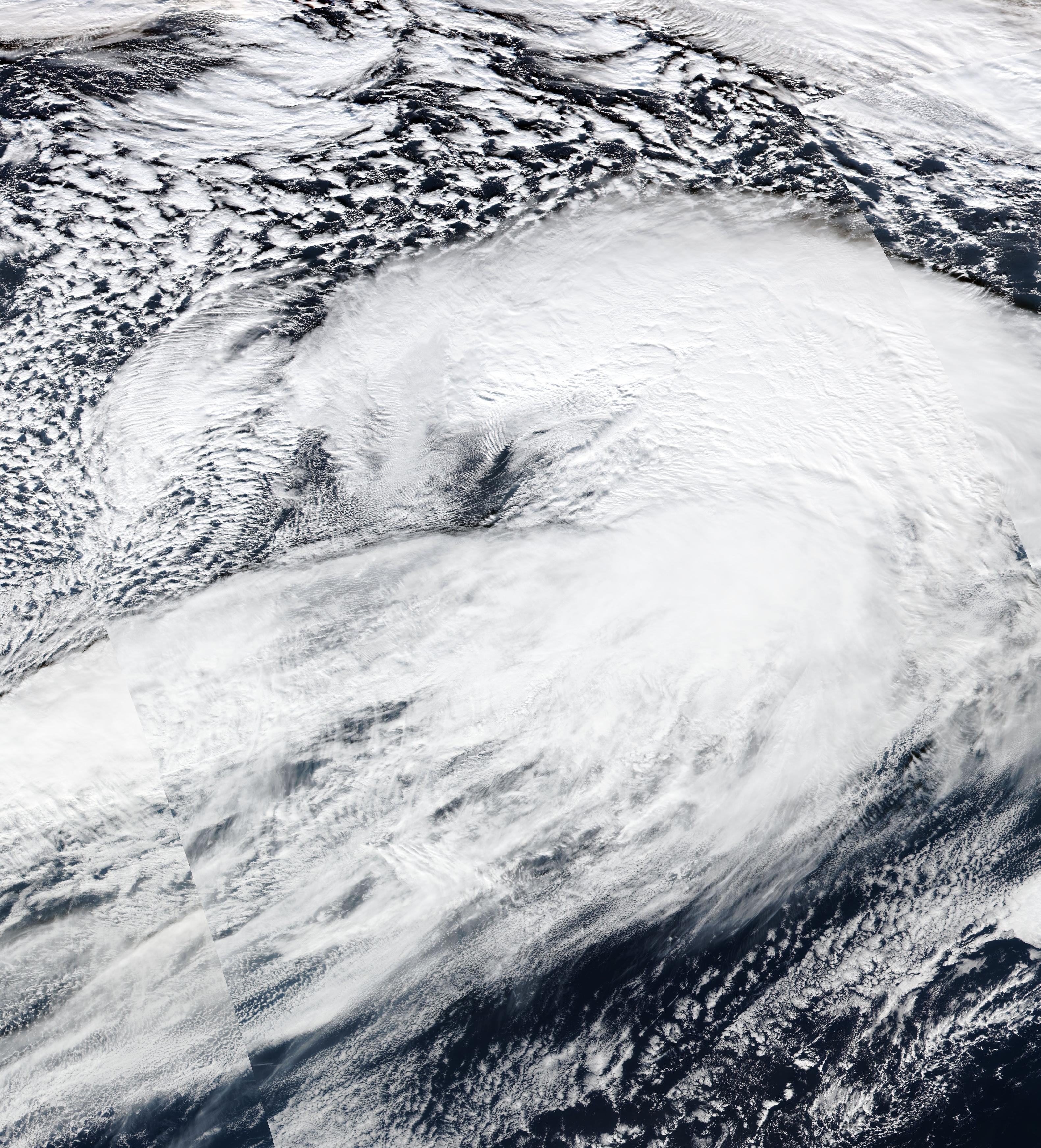
Ciclone-bomba Éowyn de 2025

Ciclone-bomba no Mar de Bering de novembro de 2014: também chamado de Ciclone Pós-Tropical Nuri pelos serviço meteorológico dos Estados Unidos, foi o mais intenso ciclone extratropical (e também ciclone-bomba) já registrado no Mar de Bering [ao menos até aquela data; dado precisa de revisão/confirmação]. O evento se formou a partir de uma área de circulação em baixo nível que se separou de Tufão Nuri e acabou absorvendo este último. Provocou ventos fortes nas Ilhas Aleutas e houve registro de rajadas de vento de 156 km/ em Shemya, Alasca;
Ciclone-bomba no Mar de Bering de 2015: foi um ciclone no oeste do Alasca com ventos constantes equivalentes aos de um furacão de categoria 1 e rajadas de até 185 km/h, cuja pressão chegou a cair para 924 hPa, sendo a tempestade mais forte registrada no Pacífico Norte durante o inverno; 
Ciclone-bomba no Pacífico Nordeste de janeiro de 2018: evento que se desenvolveu na Costa Oeste dos Estados Unidos; 
Ciclone-bomba no Golfo do México de março de 2019: atingiu fortemente os estados do Colorado e Nebraska e também provou estragos no Texas. Os ventos atingiram força equivalente aos ventos de um furacão e milhares de pessoas foram afetadas, com casas sendo destruídas e os serviços de energia elétrica sofrendo avarias. No Texas, ao menos o Aeroporto Municipal de Grand Prairie e o Aeroporto de Denver foram afetados;

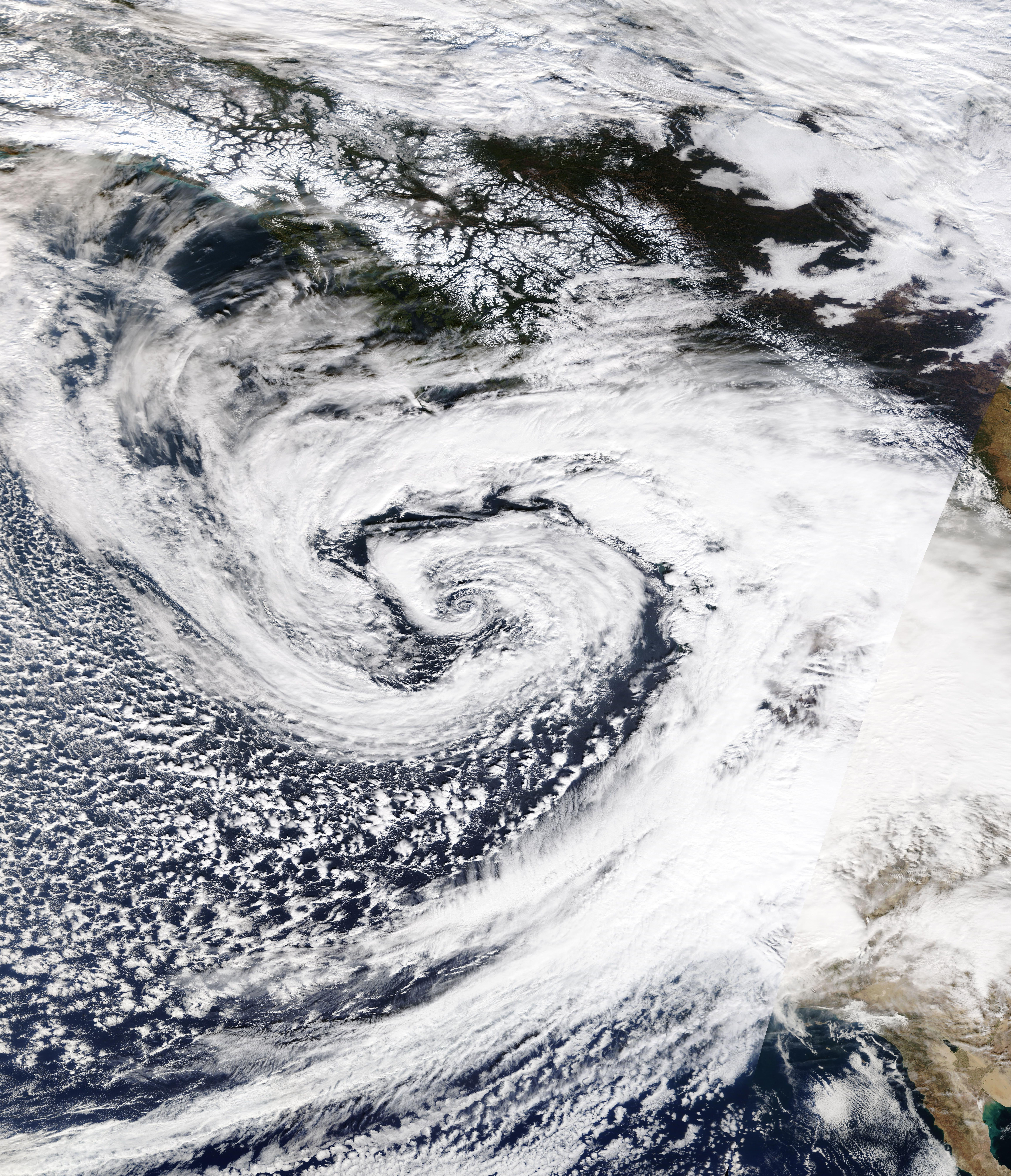
Ciclone Bomba no Pacífico Nordeste de outubro de 2021

Ciclone-bomba no Sul do Brasil de julho de 2020: atingiu os estados de Santa Catarina, Rio Grande do Sul e Paraná no dia 30 de junho de 2020. Treze mortes foram confirmadas, sendo onze em Santa Catarina, uma no Rio Grande do Sul e uma no Paraná. Segundo a Metsul, este evento foi mais mortal que o Furacão Catarina de 2004;
Ciclone-bomba no do Mar de Bering de janeiro de 2021: com pressão atmosférica de 921 hPa [houve registro de 919], foi o evento com o nível mais baixo de pressão atmosférica já registrado no Mar de Bering;
Ciclone Bomba no Pacífico Nordeste de outubro de 2021: na semana de18 de outubro, serviços de Meteorologia começaram a monitorar um ciclone-bomba no Oceano Pacífico Leste/Nordeste, já com previsão de que ele atingisse a costa oeste dos Estados Unidos. Segundo o Accuweather, a partir de meados da semana, o fenômeno atingia uma vasta área entre a Colúmbia Britânica, no Canadá, até partes do sul da Califórnia, provocando ventos e chuvas fortes. No dia 25 de outubro, a Metsul reportou que  a "pressão atmosférica de 942,5 hPa observada no Pacífico Noroeste foi a menor já observada pela Meteorologia na região (veja animação aqui).
Ciclone-bomba Éowyn de janeiro de 2025: a tempestade Éowyn foi um ciclone-bomba da temporada de tempestades na Europa de 2024-2025 que atingiu o oeste europeu, principalmente as Irlandas e a Escócia. "A tempestade Éowyn foi a tempestade de vento mais forte do Reino Unido por mais de uma década", escreveu o Met Office britânico dias após a passagem do sistema. Uma rajada de vento de 183 km/h foi registrada na Irlanda e a pressão mínima do ciclone caiu para 941,9 hPa.